# Beverly Mould
Beverly Mould (13 marzo 1962) è un'ex tennista sudafricana.

## Carriera
In carriera ha vinto due titoli di doppio, il WTA German Open nel 1982, in coppia con Elizabeth Gordon, e il South African Open nel 1984, in coppia con Rosalyn Fairbank. Nei tornei del Grande Slam ha ottenuto il suo miglior risultato raggiungendo il terzo turno nel singolare all'Open di Francia nel 1983, e agli US Open nel 1984, e nel doppio sempre agli US Open nel 1982, all'Open di Francia nel 1985 e a Wimbledon nello stesso anno.

## Statistiche

### Doppio

#### Vittorie (2)
| Numero | Anno           | Torneo                           | Superficie  | Compagna         | Avversarie in finale               | Punteggio |
| 1.     | 24 maggio 1982 | WTA German Open, Berlino         | Terra rossa | Elizabeth Gordon | Bettina Bunge Claudia Kohde Kilsch | 6-3, 6-4  |
| 2.     | 6 maggio 1984  | South African Open, Johannesburg | Cemento     | Rosalyn Fairbank | Sandy Collins Andrea Leand         | 7-5, 7-5  |

#### Finali perse (5)
| Numero | Anno              | Torneo                                     | Superficie | Compagna         | Avversarie in finale               | Punteggio     |
| 1.     | 13 giugno 1983    | DFS Classic, Birmingham                    | Erba       | Elizabeth Smylie | Billie Jean King Sharon Walsh-Pete | 2-6, 4-6      |
| 2.     | 5 agosto 1984     | Hall of Fame Tennis Championships, Newport | Erba       | Lea Antonoplis   | Anna-Maria Fernández Peanut Louie  | 5-7, 6-7      |
| 3.     | 29 aprile 1985    | South African Open, Durban                 |            | Cláudia Monteiro | Anna-Maria Fernández Marcie Louie  | 5-7, 7-5, 1-6 |
| 4.     | 15 settembre 1985 | Virginia Slims of Utah, Salt Lake City     | Cemento    | Rosalyn Fairbank | Svetlana Černeva Larisa Savchenko  | 5-7, 2-6      |
| 5.     | 3 ottobre 1985    | Maybelline Classic, Fort Lauderdale        | Cemento    | Rosalyn Fairbank | Gigi Fernández Robin White         | 2-6, 5-7      |

### Risultati in progressione
| Sigla | Risultato               |
| ----- | ----------------------- |
| V     | Vincitore               |
| F     | Finalista               |
| SF    | Semifinalista           |
| O     | Oro olimpico            |
| A     | Argento olimpico        |
| SF    | Bronzo olimpico         |
| QF    | Quarti di Finale        |
| 4T    | Quarto turno            |
| 3T    | Terzo turno             |
| 2T    | Secondo turno           |
| 1T    | Primo turno             |
| RR    | Round Robin             |
| LQ    | Turno di qualificazione |
| A     | Assente                 |
| ND    | Non disputato           |

| Legenda superfici    |
| -------------------- |
| Cemento              |
| Terra battuta        |
| Erba                 |
| Superficie variabile |

#### Singolare nei tornei del Grande Slam
| Torneo          | 1980 | 1981 | 1982 | 1983 | 1984 | 1985 |
| --------------- | ---- | ---- | ---- | ---- | ---- | ---- |
| Australian Open | A    | A    | A    | A    | 2T   | A    |
| Open di Francia | A    | A    | A    | 3T   | 1T   | 1T   |
| Wimbledon       | A    | A    | A    | 1T   | 2T   | 1T   |
| US Open         | A    | A    | 1T   | A    | 3T   | 1T   |

#### Doppio nei tornei del Grande Slam
| Torneo          | 1980 | 1981 | 1982 | 1983 | 1984 | 1985 |
| --------------- | ---- | ---- | ---- | ---- | ---- | ---- |
| Australian Open | A    | A    | 1T   | A    | 1T   | A    |
| Open di Francia | A    | A    | 1T   | 2T   | 1T   | 3T   |
| Wimbledon       | 2T   | A    | 2T   | 1T   | 2T   | 3T   |
| US Open         | A    | A    | 3T   | A    | 2T   | 2T   |

#### Doppio misto nei tornei del Grande Slam
| Torneo          | 1980 | 1981 | 1982 | 1983 | 1984 | 1985 |
| --------------- | ---- | ---- | ---- | ---- | ---- | ---- |
| Australian Open | ND   | ND   | ND   | ND   | ND   | ND   |
| Open di Francia | A    | A    | A    | A    | 1T   | A    |
| Wimbledon       | A    | A    | A    | A    | 1T   | A    |
| US Open         | A    | A    | A    | A    | A    | A    |